# Luis Alfonso Fajardo
Luis Alfonso Fajardo (Medellín, 18 de agosto de 1963), más conocido como El Bendito Fajardo, es un exfutbolista colombiano que actualmente se desempeña como presidente del club Deportivo Rionegro de la Categoría Primera B del fútbol colombiano.
El 20 de septiembre de 2008, Fajardo fue capturado por orden de la Fiscalía General de la Nación por estar presuntamente involucrado con lavado de activos. La investigación que también involucra a exdirectivos del Deportivo Pereira, comenzó a finales de 2007. No obstante, Fajardo salió libre de la cárcel Bellavista de Medellín el 24 de diciembre del mismo año por falta de pruebas.

## Trayectoria

### Independiente Medellín
Debutó como profesional en primera división de la mano de Julio Avelino Comesaña.

### Once Caldas
Tuvo un breve paso por el Once Caldas.

### Atlético Nacional
Jugó en Atlético Nacional donde ganó la Copa Libertadores de América de 1989 y la Copa Interamericana de 1990.

## Selección nacional
Fajardo participó en las eliminatorias a y la repesca Italia 90 antes del mundial marca su primer gol en un amistoso contra Estados Unidos también hizo parte de la selección colombiana en la Copa Mundial de 1990 dónde jugaría los partidos contra Alemania y Camerún.

#### Participación enEliminatorias al Mundial
| Eliminatoria                         | Sede del Mundial | Posición                                                | Resultado   | PJ | GA | Asis |
| ------------------------------------ | ---------------- | ------------------------------------------------------- | ----------- | -- | -- | ---- |
| Eliminatorias Mundial de Italia 1990 | Italia           | 1°lugar 6pts Grupo 2 (Ganador Repesca Intercontinental) | Clasificado | 4  | 0  | 1    |

#### Participación en laCopas del Mundo
| Mundial                | Sede   | Resultado        | PJ | GA | Asis |
| ---------------------- | ------ | ---------------- | -- | -- | ---- |
| Mundial de Italia 1990 | Italia | Octavos de final | 2  | 0  | 0    |

## Palmarés

### Copas internacionales
| Título              | Club                   | Sede             | Año  |
| ------------------- | ---------------------- | ---------------- | ---- |
| Copa Libertadores   | Club Atlético Nacional | Bogotá           | 1989 |
| Copa Interamericana | Club Atlético Nacional | Ciudad de México | 1990 |